# Nakanishi Michi

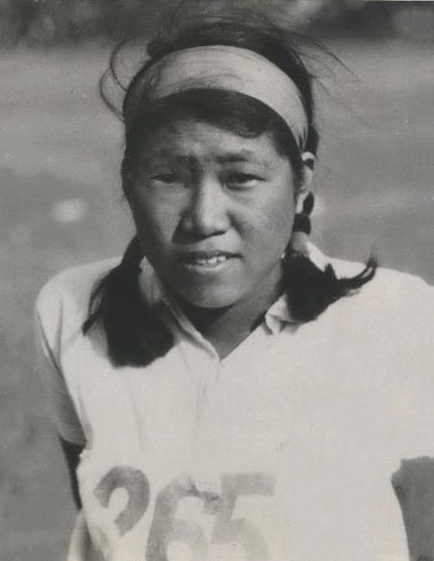
Nakanishi Michi, 1932

Nakanishi Michi (jap. 中西 みち; * 30. Januar 1913 in Kyōto; † 30. Dezember 1991) war eine japanische Hürdenläuferin und Sprinterin.
Bei den Olympischen Spielen 1932 wurde sie Fünfte in der 4-mal-100-Meter-Staffel und schied über 80 m Hürden im Vorlauf aus.
1929, 1931 und 1932 wurde sie Japanische Meisterin über 80 m Hürden.

## Persönliche Bestzeiten
- 100 m: 12,8 s, 1932
- 80 m Hürden: 12,2 s, 22. Juni 1932, Tokio